# Посёлок Кирпичного Завода (Монастырщинский район)
Посёлок Кирпичного Завода — посёлок в Монастырщинском районе Смоленской области России. Входит в состав Слободского сельского поселения. Население — 2 жителя (2007 год). 
Расположена в западной части области в 0,1 км к северу от Монастырщины, в 39 км западнее автодороги А141 Орёл — Витебск, на берегу реки Вихра. В 37 км восточнее посёлка расположена железнодорожная станция Починок на линии Смоленск — Рославль. 

## История
В годы Великой Отечественной войны посёлок был оккупирован гитлеровскими войсками в июле 1941 года, освобождена в сентябре 1943 года.